# Lùlenge
Lùlenge est une collectivité de 5 530 km², situé sur le territoire de Fizi en République démocratique du Congo. Son chef-lieu est Kilembwe.